# LSP (アルバム)
『LSP』（エルエスピー）は、2013年11月6日にLantisから発売されたLarval Stage Planningの1枚目のオリジナルアルバム。

## 概要
北海道札幌市を拠点に活動する音楽クリエイター集団「I've」の次世代ボーカリストによる3人組ユニット、Larval Stage Planningの初となるアルバム。デビューシングル「Rolling Star☆彡」から3rdシングル「Sympathy」までの全シングルの表題曲とカップリング曲を含む既存曲に、未発表曲や書き下ろしのオリジナル新曲を加えた計15曲を収録する。なお、オリジナル新曲の作詞は全てメンバー自身が担当している。デジタルサウンドを基調に、ポップな楽曲からハード＆ダークな楽曲まで幅広いタイプのサウンドが楽しめるアルバムに仕上がっている。

## 収録曲
1. ♠- the GAME - [5:17]
作詞：桐島愛里、作曲・編曲：高瀬一矢
2. Trip -innocent of D- [4:16]
作詞：桐島愛里、作曲：C.G mix、編曲：C.G mix・尾崎武士
テレビアニメ『ハイスクールD×D』オープニングテーマ
3. ドラマチック・メイクイット [4:25]
作詞：桐島愛里、作曲・編曲：井内舞子・中沢伴行
4. Meadow sweet [4:42]
作詞：朝見凛、作曲・編曲：中沢伴行
5. Dreamroid [5:24]
作詞：桐島愛里、作曲・編曲：高瀬一矢
6. Sympathy [4:52]
作詞：朝見凛、作曲：C.G mix、編曲：C.G mix・星野威
テレビアニメ『ハイスクールD×D NEW 月光校庭のエクスカリバー』オープニングテーマ
7. 君+謎+私でJUMP!! [3:42]
作詞：畑亜貴、作曲・編曲：高瀬一矢
テレビアニメ『バカとテストと召喚獣にっ!』オープニングテーマ
8. syzygy  [4:04]
作詞：舞崎なみ、作曲：中沢伴行、編曲：中沢伴行・尾崎武士
iPhone/Androidゲーム『GUNS N' SOULS』エンディングテーマ
9. Re:Last syndrome [4:27]
作詞：桐島愛里、作曲：C.G mix、編曲：C.G mix・星野威
10. Rolling Star☆彡 [4:27]
作詞：KOTOKO、作曲・編曲：井内舞子
PCゲーム『キサラギGOLD★STAR』オープニングテーマ
11. Chapter.5 [4:35]
作詞：桐島愛里、作曲：高瀬一矢、編曲：新井健史
12. Ainigma [3:49]
作詞：舞崎なみ、作曲・編曲：尾崎武士
13. Baby☆Seven Flight colors [4:37]
作詞：桐島愛里、作曲・編曲：井内舞子
PCゲーム『かみデレ』オープニングテーマ
14. fire just do it [3:53]
作詞：Larval Stage Planning、作曲・編曲：高瀬一矢
iPhone/Androidゲーム『GUNS N' SOULS』オープニングテーマ
15. Send-off ～涙色のスタートライン～ [4:20]
作詞：KOTOKO、作曲：高瀬一矢、編曲：C.G mix